# Schwarze Heide (Naturschutzgebiet)
Die Schwarze Heide ist ein Naturschutzgebiet in der niedersächsischen Gemeinde Diekholzen im Landkreis Hildesheim.
Das Naturschutzgebiet mit dem Kennzeichen NSG HA 121 ist rund 10,7 Hektar groß. Das Gebiet steht seit dem 24. September 1987 unter Naturschutz. Zuständige untere Naturschutzbehörde ist der Landkreis Hildesheim.
Das Naturschutzgebiet liegt zwischen Hildesheim und dem Hildesheimer Wald am Südwesthang des Mühlenberges zwischen den Diekholzener Ortsteilen Barienrode und Söhre. Aufgrund der starken Hangneigung wurden die Flächen des heutigen Naturschutzgebietes früher überwiegend als Schafhutung und Streuobstwiesen genutzt. Dadurch konnten sich Magerrasen und Heidekraut-Bestände ausbilden.